# Dermocybe
Dermocybe là một nhóm nấm trong chi lớn là Cortinarius. Đôi khi nhóm này được xem là phân chi theo một số tác giả. Meinhard Moser (1924-2002) ghi nhận nó là một chi Dermocybe.

## Hình ảnh

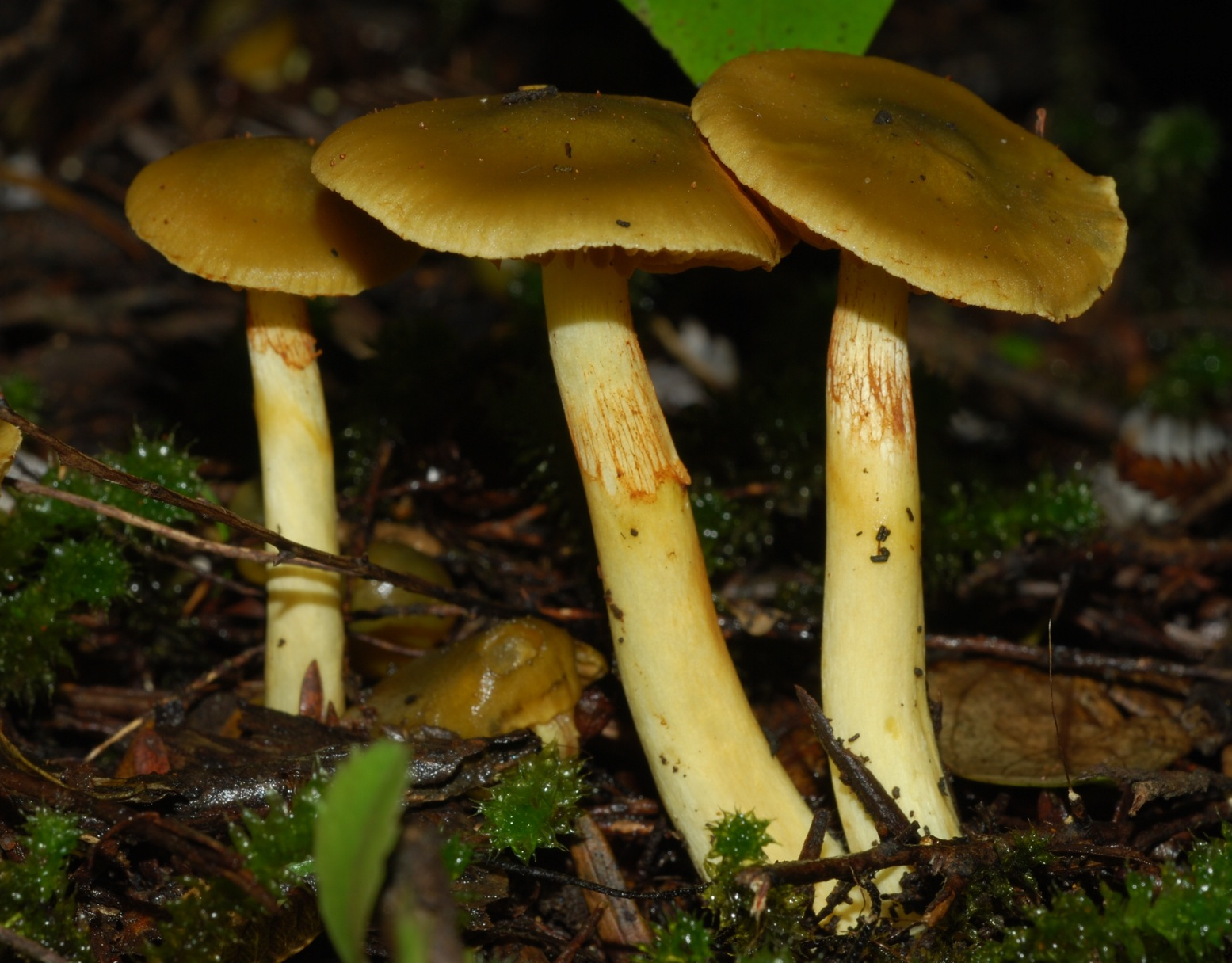